# R136
R136 är en öppen stjärnhop i Tarantelnebulosan i stora magellanska molnet. I hopen har upptäckts dussintals stjärnor med över 50 solmassor, och nio stjärnor med över 100 solmassor.
I R136 finns stjärnan R136a1, som har en massa på 256 gånger solens. Den var i juli 2010 den massivaste kända stjärnan.